# Ceri Holland
Ceri Holland (West Yorkshire, 12 dicembre 1997) è una calciatrice gallese, centrocampista del Liverpool e della nazionale gallese.

## Carriera

### Club e calcio universitario
All'inizio della sua carriera Holland prende parte al programma formativo del Manchester City dove si mette in luce nelle sue formazioni giovanili e schierata, pur senza essere utilizzata, anche in prima squadra, prima della sua decisione di trasferirsi a Lawrence, negli Stati Uniti d'America per completare la sua formazione scolastica.
Iscrittasi all'Università del Kansas, dal 2017 affianca il suo percorso scolastico a quello sportivo giocando per le Kansas Jayhawks, squadra di calcio femminile universitario che disputa la NCAA Women's Division I Soccer Championship. Nei quattro anni rimasti in Kansas matura 73 presenze siglando 12 reti, totalizzando inoltre 157 tiri a rete, raggiungendo nel 2020 il decimo posto di tutti i tempi in quest'ultima classifica.
Tornata in Europa, nel gennaio 2021 firma un contratto con il Liverpool, club che a quel tempo, sotto la guida tecnica di Amber Whiteley, disputa la FA Women's Championship, secondo livello del campionato inglese femminile di calcio, giocando la seconda parte della stagione siglando 3 gol in 7 partite e dove al termine la sua squadra si classifica al terzo posto del campionato di FA Women's Championship 2020-2021. Con l'arrivo di Matthew Beard sulla panchina della squadra in quella successiva la fiducia in Holland viene ampiamente riconfermata, con il nuovo tecnico che la impiega con regolarità, per lei 21 presenze su 22 incontri di campionato, contribuendo al ritorno delle Reds in prima divisione al termine della stagione. L'apporto della centrocampista alla sua squadra diventa ancora più concreto nella stagione 2022-2023, dove con 4 reti su 19 presenze di campionato collabora a far raggiungere al Liverpool il settimo posto e un'agevole salvezza, contributo che le valgono a fine stagione il premio di giocatrice dell'anno.

## Palmarès

### Club
- Campionato inglese di seconda divisione: 1

Liverpool: 2021-2022